# Dettopsomyia equscauda
Dettopsomyia equscauda är en tvåvingeart som beskrevs av Hajimu Takada och Momma 1975. Dettopsomyia equscauda ingår i släktet Dettopsomyia och familjen daggflugor. Inga underarter finns listade i Catalogue of Life.